# William P. Edwards

William P. Edwards

William Posey Edwards (* 9. November 1835 in Talbotton,  Georgia; † 28. Juni 1900 in Butler, Georgia) war ein US-amerikanischer Politiker. Zwischen 1868 und 1869 vertrat er den Bundesstaat Georgia im US-Repräsentantenhaus.

## Werdegang
William Edwards besuchte die öffentlichen Schulen seiner Heimat einschließlich des Collinsworth Institute, wo er im Jahr 1856 seinen Abschluss machte. Nach einem anschließenden Jurastudium und seiner im Jahr 1857 erfolgten Zulassung als Rechtsanwalt begann er in Butler in seinem neuen Beruf zu arbeiten. In den Jahren 1857 und 1858 war er Delegierter auf einer Versammlung zur Überarbeitung der Staatsverfassung von Georgia. Während des Bürgerkrieges diente Edwards im Heer der Konföderierten Staaten, wo er bis zum Oberst aufstieg.
Nach dem Krieg wurde Edwards Mitglied der Republikanischen Partei. Nach der Wiederaufnahme Georgias in die Union wurde er im dritten Wahlbezirk seines Staates in das US-Repräsentantenhaus in Washington, D.C. gewählt, wo er am 25. Juli 1868 sein neues Mandat antrat. Bis zum 3. März 1869 beendete er dort die laufende Legislaturperiode. Auch bei den regulären Kongresswahlen des Jahres 1868 war Edwards gewählt worden. Im Kongress  wurde ihm aber sein Sitz verweigert und eine Nachwahl angeordnet, die dann Marion Bethune gewann.
Nach seinem Ausscheiden aus dem US-Repräsentantenhaus arbeitete Edwards wieder als Anwalt. Politisch ist er bis zu seinem Tod im Juni 1900 nicht mehr in Erscheinung getreten.